# Silvia Morgan
Maria dels Àngels Comas i Borràs, coneguda artísticament com a Silvia Morgan (Barcelona, 2 d'octubre de 1923 - Tucson, Arizona, 2 de novembre de 2009) fou una actriu catalana.
Cunyada de Josep Vergés i Matas, va començar a actuar amb grups teatrals amateurs des d'adolescent. El 1944 fou descoberta pel director de cinema Carlos Arévalo Calvet, qui li va donar el paper protagonista a la seva pel·lícula Arribada forzosa. La seva fotogènia i el seu físic exòtic poc corrent al cinema espanyol li van facilitar que realitzés una trentena de pel·lícules fins a començaments dels anys seixanta. Tanmateix, va restar relegada a personatges de vampiressa i el 1961 deixà la interpretació per fundar la productora Hispamer Films amb el seu marit Sergio Newman. Posteriorment va emigrar als Estats Units, on va morir el 2009.

## Filmografia
- El ladrón de guante blanco (1946)
- Cuando los ángeles duermen (1947)
- Bajo el cielo de Asturias (1951)
- Mercado prohibido (1952)
- Persecución en Madrid (1952)
- Bella, la salvaje (1953)
- Ché, qué loco! (1953)
- ¿Crimen imposible? (1954)
- Un americano en Toledo (1957)
- Los dos rivales (1958)
- Misión en Marruecos (1959)
- Cerca de las estrellas (1960)

## Premis
- La Medalla del Cercle d'Escriptors Cinematogràfics a la millor actriu principal, en 1954, per Crimen imposible.[5]
- Premi del Sindicat Nacional de l'Espectacle de 1961 per Cerca de las estrellas.